# Gamma Ray/Diskografie
Diese Diskografie ist eine Übersicht über die musikalischen Werke der deutschen Metalband Gamma Ray. Ihre erfolgreichste Veröffentlichung ist das elfte Studioalbum Empire of the Undead, welches Platz 13 der deutschen Albumcharts erreichte.

## Alben

### Studioalben
| Jahr | Titel Musiklabel                     | Höchstplatzierung, Gesamtwochen, AuszeichnungChartplatzierungen (Jahr, Titel, Musiklabel, Platzierungen, Wochen, Auszeichnungen, Anmerkungen) | Höchstplatzierung, Gesamtwochen, AuszeichnungChartplatzierungen (Jahr, Titel, Musiklabel, Platzierungen, Wochen, Auszeichnungen, Anmerkungen) | Höchstplatzierung, Gesamtwochen, AuszeichnungChartplatzierungen (Jahr, Titel, Musiklabel, Platzierungen, Wochen, Auszeichnungen, Anmerkungen) | Anmerkungen                              |
| Jahr | Titel Musiklabel                     | DE | AT | CH | Anmerkungen                              |
| ---- | ------------------------------------ | --- | --- | --- | ---------------------------------------- |
| 1990 | Heading for Tomorrow Noise Records   | DE31 (11 Wo.)DE | CH29 (1 Wo.)CH | — | Erstveröffentlichung: 26. Februar 1990   |
| 1991 | Sigh No More Noise Records           | — | — | — | Erstveröffentlichung: 21. September 1991 |
| 1993 | Insanity and Genius Noise Records    | DE93 (4 Wo.)DE | — | — | Erstveröffentlichung: 28. September 1993 |
| 1995 | Land of the Free Noise Records       | DE70 (6 Wo.)DE | — | — | Erstveröffentlichung: 29. Mai 1995       |
| 1997 | Somewhere out in Space Noise Records | DE39 (4 Wo.)DE | — | — | Erstveröffentlichung: 25. August 1997    |
| 1999 | Powerplant Sanctuary Records         | DE25 (4 Wo.)DE | — | AT45 (1 Wo.)AT | Erstveröffentlichung: 29. März 1999      |
| 2001 | No World Order Sanctuary Records     | DE23 (3 Wo.)DE | — | — | Erstveröffentlichung: 10. September 2001 |
| 2005 | Majestic Sanctuary Records           | DE39 (4 Wo.)DE | — | — | Erstveröffentlichung: 22. September 2005 |
| 2007 | Land of the Free Pt. II SPV          | DE54 (1 Wo.)DE | — | — | Erstveröffentlichung: 16. November 2007  |
| 2010 | To the Metal earMUSIC                | DE24 (2 Wo.)DE | CH55 (1 Wo.)CH | — | Erstveröffentlichung: 29. Januar 2010    |
| 2014 | Empire of the Undead earMUSIC        | DE13 (4 Wo.)DE | CH21 (3 Wo.)CH | AT46 (1 Wo.)AT | Erstveröffentlichung: 28. März 2014      |

### Livealben
| Jahr | Titel Musiklabel                            | Höchstplatzierung, Gesamtwochen, AuszeichnungChartplatzierungen (Jahr, Titel, Musiklabel, Platzierungen, Wochen, Auszeichnungen, Anmerkungen) | Höchstplatzierung, Gesamtwochen, AuszeichnungChartplatzierungen (Jahr, Titel, Musiklabel, Platzierungen, Wochen, Auszeichnungen, Anmerkungen) | Höchstplatzierung, Gesamtwochen, AuszeichnungChartplatzierungen (Jahr, Titel, Musiklabel, Platzierungen, Wochen, Auszeichnungen, Anmerkungen) | Anmerkungen                              |
| Jahr | Titel Musiklabel                            | DE | AT | CH | Anmerkungen                              |
| ---- | ------------------------------------------- | --- | --- | --- | ---------------------------------------- |
| 2003 | Skeletons in the Closet Sanctuary Records   | DE56 (1 Wo.)DE | — | — | Erstveröffentlichung: 22. Juli 2003      |
| 2008 | Hell Yeah! The Awesome Foursome Steamhammer | DE79 (1 Wo.)DE | — | — | Erstveröffentlichung: 4. November 2008   |
| 2021 | 30 Years – Live Anniversary earMUSIC        | DE14 (1 Wo.)DE | CH29 (1 Wo.)CH | — | Erstveröffentlichung: 10. September 2021 |

Weitere Livealben
- 1996: Alive ’95
- 2012: Skeletons & Majesties Live

### Kompilationen
| Jahr | Titel Musiklabel       | Höchstplatzierung, Gesamtwochen, AuszeichnungChartplatzierungen (Jahr, Titel, Musiklabel, Platzierungen, Wochen, Auszeichnungen, Anmerkungen) | Höchstplatzierung, Gesamtwochen, AuszeichnungChartplatzierungen (Jahr, Titel, Musiklabel, Platzierungen, Wochen, Auszeichnungen, Anmerkungen) | Höchstplatzierung, Gesamtwochen, AuszeichnungChartplatzierungen (Jahr, Titel, Musiklabel, Platzierungen, Wochen, Auszeichnungen, Anmerkungen) | Anmerkungen                           |
| Jahr | Titel Musiklabel       | DE | AT | CH | Anmerkungen                           |
| ---- | ---------------------- | --- | --- | --- | ------------------------------------- |
| 2015 | The Best (Of) earMUSIC | DE55 (1 Wo.)DE | — | — | Erstveröffentlichung: 30. Januar 2015 |

Weitere Kompilationen
- 1997: The Karaoke Album
- 2000: Blast from the Past
- 2010: Alright! 20 Years of Universe

### EPs
- 1990: Heaven Can Wait
- 1996: Silent Miracles
- 2011: Skeletons & Majesties
- 2013: Master of Confusion

## Singles
- 1989: Heading for Tomorrow
- 1990: Who Do You Think You Are?
- 1991: One with the World
- 1991: Sigh No More
- 1993: Future Madhouse
- 1995: Land of the Free
- 1995: Rebellion in Dreamland
- 1997: Valley of the Kings
- 2001: Heaven or Hell
- 2014: Someday
- 2014: Hellbent
- 2014: Avalon
- 2014: Time for Deliverance
- 2014: Pale Rider
- 2014: I Will Return
- 2021: Land of the Free (Live)
- 2021: Lust for Life (feat. Ralf Scheepers)

## Videografie

### Videoalben
- 1990: Heading for the East (VHS; 2003 auf DVD veröffentlicht)
- 1993: Lust for Live (VHS; 2003 auf DVD veröffentlicht)
- 2008: Hell Yeah!! The Awesome Foursome (DVD)
- 2012: Skeletons & Majesties Live (DVD und Blu-ray)

### Musikvideos
- 1990: Space Eater
- 1991: One With the World
- 1993: Gamma Ray
- 1995: Rebellion in Dreamland
- 1999: Send Me a Sign
- 2001: Heart of the Unicorn
- 2001: Eagle
- 2007: Into the Storm
- 2010: To the Metal
- 2010: Rise
- 2010: Empathy
- 2013: Master of Confusion
- 2014: Hellbent

## Statistik

### Chartauswertung
|                     | DE     | AT    | CH    |
| ------------------- | ------ | ----- | ----- |
| Nummer-eins-Alben   | DE—DE  | AT—AT | CH—CH |
| Top-10-Alben        | DE—DE  | AT—AT | CH—CH |
| Alben in den Charts | DE14DE | AT3AT | CH2CH |